# Latrodectus dahli
Latrodectus dahli är en spindelart som beskrevs av Claude Lévi 1959. Latrodectus dahli ingår i släktet änkespindlar, och familjen klotspindlar. Inga underarter finns listade i Catalogue of Life.